# Antigua catedral de San Jorge (Ptuj)
La iglesia de San Jorge se localiza en Ptuj, al noreste de Eslovenia, se trata de una de las iglesias más antiguas de ese país europeo. Está situada detrás de la lápida monolítica romana, el monumento de Orfeo. La iglesia fue utilizada como una picota en la Edad Media y fue de gran importancia para la vida en la ciudad. Los registros indican que fue construida alrededor de 1140. Las pinturas, cuyos restos se encuentran en las paredes, se hicieron desde el siglo XIII hasta el final del siglo XV. En 1863, la iglesia se convirtió en Preboste. Pertenece a la arquidiócesis de Maribor.